# Johann Philipp von Stadion
Johann Philipp von Stadion hrabia von Warthausen (ur. 18 czerwca 1763 w Moguncji, zm. 15 maja 1824 w Baden) – austriacki dyplomata, minister spraw zagranicznych, minister skarbu.
W latach 1787–1790 był ambasadorem w Sztokholmie, w latach 1790–1793 w Londynie. W 1805 był współorganizatorem III koalicji przeciw Napoleonowi. W latach 1805–1809 minister spraw zagranicznych Cesarstwa Austriackiego.
W latach 1815–1824 był ministrem skarbu. Zasłynął z reorganizacji systemu finansowego państwa.
Był założycielem Austriackiego Banku Narodowego w 1816.
Jego syn – Franz Stadion, był gubernatorem Galicji w latach 1847–1848.